# Droga wojewódzka 380
Die Droga wojewódzka 380 (DW 380) ist eine acht Kilometer lange Droga wojewódzka (Woiwodschaftsstraße) in der polnischen Woiwodschaft Niederschlesien, die die Droga krajowa 35 in Unisław Śląski mit der Droga wojewódzka 381 in Głuszyca verbindet. Die Strecke liegt im Powiat Kłodzki.

## Streckenverlauf
Woiwodschaft Niederschlesien, Powiat Kłodzki
-  Ludwikowice Kłodzkie (Ludwigsdorf) (DW 381)
-  Nowa Ruda (Neurode) (DW 381, DW 384)
- Włodowice (Walditz)
-  Ścinawka Górna (Obersteine) (DW 386, DW 387)